# Teodor Kułakow
Teodor Siergiejewicz Kułakow (ros. Теодор Сергеевич Кулаков, ur. 5 marca?/18 marca 1900 we wsi Rożdiestwienka obecnie w rejonie borisowskim w obwodzie biełgorodzkim, zm. 16 listopada 1943 k. Kerczu) – radziecki wojskowy, pułkownik, pośmiertnie awansowany na generała majora i nagrodzony tytułem Bohatera Związku Radzieckiego (1944).

## Życiorys
Urodził się w rodzinie chłopskiej. Po ukończeniu szkoły podstawowej pracował w drukarni w Charkowie, od lutego 1918 służył w Armii Czerwonej. Brał udział w wojnie domowej w Rosji, w 1926 ukończył Zjednoczoną Szkołę Wojskową w Taszkencie, później trzy semestry Akademii Wojskowej im. Frunzego. Od czerwca 1941 uczestniczył w wojnie z Niemcami, walczył na Froncie Zachodnim pod Jelnią i pod Moskwą jako szef sztabu dywizji piechoty. Od 14 sierpnia 1942 dowodził 339 Dywizją Piechoty włączoną w skład 16 Korpusu Piechoty, z którą brał udział w walkach na północnym Kaukazie. Jesienią 1943 na czele dywizji wraz z innymi zgrupowaniami 56 Armii Frontu Północno-Kaukaskiego brał udział w zaczepnej operacji noworosyjsko-tamańskiej, podczas której przełamano obronę przeciwnika i 9 października 1943 zajęto Półwysep Tamański. Następnie Kułakow w stopniu pułkownika umiejętnie dowodził 339 Dywizją podczas operacji kerczeńsko-eltigeńskiej, m.in. przy forsowaniu Cieśniny Kerczeńskiej oraz uchwyceniu, utrzymaniu i rozszerzeniu przyczółka. Zginął w walce. Został pochowany w Krasnodarze. Dzień po śmierci, 17 listopada 1943, został awansowany na stopień generała majora.

## Odznaczenia
- Złota Gwiazda Bohatera Związku Radzieckiego (pośmiertnie, 16 maja 1944)
- Order Lenina (pośmiertnie, 16 maja 1944)
- Order Czerwonego Sztandaru (16 marca 1943)
- Order Suworowa II klasy (3 listopada 1943)
- Order Kutuzowa II klasy (25 października 1943)

I medal.